# Sam Melville
Samuel Gardner Melville, bardziej znany jako Sam Melville (ur. 20 sierpnia 1936 w Fillmore, zm. 9 marca 1989 w Los Angeles) – amerykański aktor telewizyjny i filmowy i kaskader.

## Kariera
Debiutował w dramacie Zapach miodu, łyk słonej wody (A Smell of Honey, a Swallow of Brine, 1966). Potem zagrał w westenie Godzina ognia (Hour of the Gun, 1967) z udziałem Jamesa Garnera, Jasona Robardsa i Jona Voighta oraz dramacie kryminalnym Sprawa Thomasa Crowna (The Thomas Crown Affair, 1968) u boku Steve’a McQueena i Faye Dunaway. 
W latach 60. i 70. pojawiał się gościnnie w wielu popularnych serialach telewizyjnych,
w tym Gunsmoke, Bonanza i Hawaii Five-O. Przez cztery sezony grał postać oficera Mike’a Danko w serialu Aarona Spellinga ABC Rekruci (The Rookies, 1972-76). 
W 1978 r. znalazł się w obsadzie klasycznego dramatu sportowego o surfingu Johna Miliusa Wielka środa (Big Wednesday) obok Jana-Michaela Vincenta i Gary’ego Buseya, a także był kaskaderem w komedii sensacyjnej Hala Needhama Kaskaderzy (Hooper) z Burtem Reynoldsem, Sally Field i Janem-Michaelem Vincentem. W serialu CBS Strach na wróble i pani King (Scarecrow and Mrs. King, 1983–87) z Kate Jackson i Bruce’em Boxleitnerem wcielił się w czarny charakter jako były mąż i ojciec dzieci tytułowej bohaterki.

## Życie prywatne
20 września 1980 r. poślubił Anne, nadzorczynię scenariuszy, m.in. telefilmu CBS Dazzle na podstawie powieści Judith Krantz z Lisą Hartman i Lindą Evans, serialu telewizyjnego Ich pięcioro, Z Archiwum X, Kameleon, Agent w spódnicy, 24 godziny i Słodkie kłamstewka.
Zmarł w Los Angeles w Kalifornii w wieku 52 lat na zawał serca.

## Filmografia

### Filmy fabularne
- 1966: Zapach miodu, łyk słonej wody (A Smell of Honey, a Swallow of Brine) jako Lowell Carter
- 1967: Godzina ognia (Hour of the Gun) jako Morgan Earp
- 1968: Sprawa Thomasa Crowna (The Thomas Crown Affair) jako porucznik James Crandall / Schmidt
- 1971: Terror na niebie (Terror in the Sky, TV) jako Stewart (reż. Bernard L. Kowalski)
- 1972: Zabójca nocą (Killer by Night) jako właściciel księgarni
- 1974: Głupcy, kobiety i zabawa (Fools, Females and Fun, TV) jako Stephen Cole
- 1978: Wielka środa (Big Wednesday) jako Bear
- 1978: Kaskaderzy (Hooper) jako kaskader
- 1980: Zbiry (Roughnecks, TV) jako O’Dell Hartman
- 1988: Twice Dead jako Harry Cates
- 1989: Śmiercionośna broń (Deadly Weapon)
- 1990: Asasyn (The Assassin) jako senator Berkeley
- 1991: Pięści stali (Fists of Steel) jako George Breenberg

### Seriale TV
- 1966: Dziewczyna (That Girl) jako Roddy Waxman
- 1966: Shane jako Len / Towarzysz Shane’a
- 1966: T.H.E. Cat jako Chris
- 1967: Gunsmoke jako Dunsters / Zack Hodges
- 1968: Hawaii Five-O jako Jerry Parks
- 1968: Dni w dolinie śmierci (Death Valley Days) jako David Meriweather / porucznik Jason Beal
- 1968: Gunsmoke jako Jack Garvin
- 1969: Tu przychodzą panny młode (Here Come the Brides) jako Lew
- 1969: Gunsmoke jako Croyden / Garvey
- 1970: Bonanza jako Coulter
- 1970: Hawaii Five-O jako Gary Oliver
- 1970: Młodzi prawnicy (The Young Lawyers) jako Gabe Thomas
- 1970: Sedno sprawy (The Name of the Game) jako Gary Johnson
- 1970: Dni w dolinie śmierci (Death Valley Days) jako Clum
- 1970: Gunsmoke jako porucznik Snell / Wade Pasco
- 1971: Mannix jako John Ogilvy
- 1971: Hawaii Five-O jako Hawkins
- 1971: Gunsmoke jako Nebo
- 1972-76: Rekruci (The Rookies) jako oficer Mike Danko
- 1980: Diukowie Hazzardu (The Dukes of Hazzard) jako Snake
- 1980: When the Whistle Blows jako Charlie Sullivan
- 1980: Fantastyczna wyspa (Fantasy Island) jako Tony Chilton
- 1981: Diukowie Hazzardu (The Dukes of Hazzard) jako Tommy Dunkirk
- 1982: Strike Force jako Dennis
- 1982: Code Red
- 1983: T.J. Hooker jako Hank Carmichael
- 1984: Drużyna A (The A-Team) jako Shaw
- 1984: Airwolf jako Mace Taggart
- 1984: Diukowie Hazzardu (The Dukes of Hazzard) jako Rick
- 1985: Drużyna A (The A-Team) jako Rocco
- 1985-86: Strach na wróble i pani King (Scarecrow and Mrs. King) jako Joe King
- 1986: Dynastia Colbych (The Colbys) jako Michael Grogan
- 1986: Gwiezdny przybysz (Starman) jako Joe Floss
- 1986: Dallas jako dr David Kenfield
- 1986: T.J. Hooker jako Mitoski